# Bergias nimbata
Bergias nimbata är en insektsart som först beskrevs av Berg 1879.  Bergias nimbata ingår i släktet Bergias och familjen sporrstritar. Inga underarter finns listade i Catalogue of Life.